# Lítkovice
Lítkovice (německy Litkowitz) je malá vesnice, část obce Kněžmost v okrese Mladá Boleslav. Nachází se asi 2,5 kilometru jižně od Kněžmostu. Při jižním okraji vesnice probíhá železniční trať Bakov nad Jizerou – Kopidlno se zastávkou Lítkovice. Lítkovice leží v katastrálním území Lítkovice u Kněžmostu o rozloze 4,16 km². V katastrálním území Lítkovice u Kněžmostu leží i Chlumín.

## Historie
První písemná zmínka o vesnici pochází z roku 1363.